# Aegiphila
Aegiphila es un género de plantas con flores pertenecientes a la familia de las lamiáceas, anteriormente se encontraba en las verbenáceas. Son originarias de México y América tropical. Comprende 247 especies descritas y de estas, solo 148 aceptadas.

## Descripción
Son arbustos, árboles o bejucos. Hojas simples, generalmente opuestas, enteras (en Nicaragua) o a veces dentadas. Inflorescencias cimosas, cimas frecuentemente paniculadas, umbeladas, capitadas, fasciculadas o reducidas a 1–pocas flores, brácteas casi siempre pequeñas e inconspicuas, flores heterostilas, generalmente blancas, verdosas o amarillentas; cáliz campanulado o tubular, acrescente en el fruto, ápice truncado ó 4 o 5-dentado o lobado; corola infundibuliforme, regular, lobos 4 o 5; estambres 4 o 5, incluidos o exertos; estilo incluido o exerto, estigma bífido con ramas largas y en forma de aristas. Fruto drupáceo; semillas 4.

## Taxonomía
El género fue descrito por Nikolaus Joseph von Jacquin y publicado en Observationum Botanicarum 2: 3. 1767. La especie tipo es: Aegiphila martinicensis Jacq.
Etimología

## Especies seleccionadas
- Aegiphila bogotensis (Spreng.) Moldenke
- Aegiphila cordifolia (Ruiz & Pav.) Moldenke
- Aegiphila deppeana Steud.
- Aegiphila diffusa Andrews
- Aegiphila fasciculata Donn.Sm.
- Aegiphila ferruginea Hayek & Spruce
- Aegiphila filipes Mart. & Schauer
- Aegiphila glomerata Benth.
- Aegiphila hassleri Briq.
- Aegiphila hirta Casar.
- Aegiphila hystricina Aymard & Cuello
- Aegiphila lhotskiana Cham.
- Aegiphila Lopez-palacii Moldenke
- Aegiphila macrophylla Sieber ex Schauer
- Aegiphila martinicensis Jacq. - Lengua de vaca[5]
- Aegiphila mollis Kunth - Contraculebra de Venezuela[5]
- Aegiphila monstrosa Moldenke
- Aegiphila monticola Moldenke
- Aegiphila multiflora Ruiz & Pav. - Uteus del Perú[5]
- Aegiphila panamensis Moldenke
- Aegiphila purpurascens Moldenke
- Aegiphila rimbachii Moldenke
- Aegiphila schimpffii Moldenke
- Aegiphila skutchii Moldenke
- Aegiphila sordida Moldenke